# Sempre (Paolo Vallesi)
Sempre è una canzone scritta da Paolo Vallesi, Beppe Dati e Alessandro Baldinotti e cantata dallo stesso Vallesi nel 1992. È inserita nell’album La forza della vita. 
Grazie a questa canzone il cantautore fiorentino è in testa alle classifiche, conquista le radio e partecipa nell’estate 1992 al Festivalbar.